# Eva Santolaria
Eva Santolaria Millán (Barcelona, 2 de maig de 1975) és una actriu catalana de cinema i televisió.

## Biografia
Va néixer a Barcelona el 2 de maig de 1975. Va deixar els estudis de Dret per dedicar-se a la interpretació, la seva vocació.
Va debutar com a actriu en Estació d'enllaç i en la pel·lícula Susanna, el 1996. Posteriorment va treballar a Nissaga de poder. Després donaria el salt cap a l'àmbit estatal amb la reeixida sèrie Compañeros, d'Antena 3, on va treballar entre 1998 i 2001 i que la va convertir en una de les actrius preferides pels joves gràcies al seu paper de Valle, que va interpretar també en l'adaptació cinematogràfica de la sèrie, titulada No te fallaré i dirigida per Manuel Ríos San Martín.
Una vegada finalitzada la seva participació en Compañeros va rodar diverses pel·lícules, destacant Días de fútbol (David Serrano, 2003) i es va incorporar al repartiment d'una altra producció d'èxit, 7 vidas, on va interpretar a Vero, una jove que intenta obrir-se pas com a relacions públiques en una discogràfica. En aquesta sèrie va estar entre 2001 i 2005, tornant el 2006 per participar en l'especial en directe amb motiu del capítol 200. Aquest mateix any va rodar una altra sèrie, En buena compañia.
El 2007 va debutar en el teatre, on va tornar a coincidir amb una de les seves companyes de 7 vidas, l'actriu Carmen Machi, en l'obra Auto. El repartiment el completaven Marisol Rolandi i Vicente Díez.
El 2009 torna a la televisió amb un paper de repartiment en la sèrie Los misterios de Laura de TVE, protagonitzada per María Pujalte.
L'any 2010 dona a llum el seu primer fill. En l'àmbit professional, sobresurt la seva participació en Herois, de Pau Freixas, pel·lícula per la qual ha aconseguit guanyar la medalla del CEC a la millor actriu secundària. També protagonitza i coguionitza la sèrie de Freixas Todos Mienten.

## Cinema
| Any  | Pel·lícula         | Director               |
| ---- | ------------------ | ---------------------- |
| 2019 | Abuelos            | Santiago Requejo       |
| 2010 | Herois             | Pau Freixas            |
| 2005 | Ruido              | Marcelo Bertalmío      |
| 2005 | A Mario            | Papick Lozano          |
| 2003 | Días de fútbol     | David Serrano          |
| 2001 | No et fallaré      | Manuel Ríos San Martín |
| 2000 | Nosotras           | Judith Colell          |
| 1998 | Bomba de relojería | Ramón Grau             |
| 1998 | El pianista        | Mario Gas              |
| 1996 | Susanna            | Antonio Chavarrías     |

### Curtmetratges
| Any  | Pel·lícula      | Director                |
| ---- | --------------- | ----------------------- |
| 2005 | El último viaje | F. Aymerich             |
| 2000 | Fuego           | Marcos Navarro Narganes |
| 1998 | El accidente    | Jordi Bueno             |

## Televisió
| Any                        | Sèries                  | Director                                                             | Personatge              |
| -------------------------- | ----------------------- | -------------------------------------------------------------------- | ----------------------- |
| 2021                       | Todos mienten           | Pau Freixas                                                          | Yolanda                 |
| 2018                       | Benvinguts a la família | Pau Freixas                                                          | Lili                    |
| 2015                       | Sé quién eres           | Pau Freixas                                                          | Marta Hess              |
| 2015                       | Cites                   | Pau Freixas                                                          | Clàudia Millán          |
| 2009                       | Los misterios de Laura  | Pau Freixas                                                          | Maite Villanueva        |
| 2007                       | En buena compañía       | Antonio Recio                                                        | Claudia Espinosa        |
| 2004                       | Maigret: L'ombra cinese | Renato De Maria                                                      | Maguy                   |
| 2004                       | Maigret: La trappola    | Renato De Maria                                                      | Maguy                   |
| 2002-2005(2006 Capitular)  | 7 vidas                 | Ricardo A. Solla i Mario Montero                                     | Veronica Montero "Vero" |
| 1998-2001 (2002 capitular) | Compañeros              | Manuel Ríos San Martín, Pablo Barrera i Guillermo Fernández Groizard | Valle Bermejo           |
| 1997                       | Menudo es mi padre      | Guillermo Fernández Groizard, Manuel Ríos San Martín                 |                         |
| 1996-1998                  | Nissaga de poder        | Josep Maria Benet i Jornet i Xavier Berraondo                        | Elisenda Castro         |
| 1994-1995                  | Estació d'enllaç        | Xavier Berraondo i Eduard Cortés                                     |                         |